# Édouard Laguesse
Gustave François Antoine dit Édouard Laguesse né le 23 avril 1861 et mort le 6 novembre 1927 à Dijon (Côte-d'Or), est un médecin, anatomiste et histologiste français, professeur à la faculté de médecine de Lille. Il forge le terme "endocrine" en 1893 pour désigner les glandes à sécrétion interne ; il nomme îlots de Langerhans les amas de cellules endocrines du pancréas.

## Aperçu biographique
Il est le fils de Jean-Baptiste Laguesse, docteur en médecine exerçant à Dijon. Reçu docteur en médecine à la faculté de Paris en 1885, il est licencié (1886) puis docteur ès sciences (1890). Il occupe les fonctions d'agrégé à la faculté de médecine de Lille en avril 1891 avant d'être chargé de cours d'histologie en novembre de la même année. Il est nommé professeur titulaire à la chaire d'histologie en 1896.
Il est le membre fondateur de la Société de Biologie de Lille avec le Pr Emmanuel Doumer.
Il est élu membre correspondant non-résidant de l'Académie de médecine le 25 avril 1911.

## Éponymie
- Théorie du balancement de Laguesse[3]: hypothèse selon laquelle les types cellulaires endocrines et exocrines du pancréas (de même origine embryologique) ne sont pas soumis à une différenciation irréversibles, pouvant se transformer l'un en l'autre.

## Œuvres et publications
- Recherches sur le développement embryonnaire de l'épithélium dans les voies aériennes, [Thèse pour le doctorat en médecine, présentée à la Faculté de médecine de Paris], Davy (Paris), 1885.
- Recherches sur le développement de la rate chez les poissons, [Thèse présentée à la Faculté des sciences de Paris], Baillière (Paris), 1890.
- Titres et travaux du Dr E. Laguesse, Félix Alcan (Paris), 1892, Texte intégral.
- Structure et développement du pancréas d'après les travaux récents,	[Paris], [Baillière], [1894].
- Recherches sur l'histogénie du pancréas chez le mouton, Alcan (Paris), 1896.
- « Sur la variabilité du tissu endocrine dans la pancréas  », Bibliographie Anatomique, 5/226-230, impr. de Berger-Levrault (Nancy), 1899.
- « Corpuscules paranucléaires (parasomes), filaments basaux et zymogène dans les cellules sécrétantes (pancréas, sous-maxillaire) », Cinquantenaire de la Société de biologie, [Volume jubilaire publié par la Société], Masson (Paris) , 1899, p. 309-315, Texte intégral.
- Trois leçons sur la structure du poumon, Le Bigot Frères (Lille), 1901.
- « Les Îlots de Langerhans (pancréas) au point de vue pathologique », Echo médical du Nord, vol. 12, p. 529-538, 9 novembre 1902.
- Sur la structure du pancréas chez quelques ophidiens et particulièrement sur les îlots endocrines,	[Paris], [Masson et cie.], [1902].
- Le pancréas, [Collection: Revue générale d'histologie], A. Storck (Lyon), 1906.
- « Sur l’évolution des îlots endocrines dans le pancréas de l'homme adulte »,	Archives d'anatomie microscopique, T. XI, Juin, 1909.
- L'acinus pulmonaire chez l'homme adulte (d'après une reconstitution plastique en cire, avec 11 planches en noir et en couleur, comprenant 33 figures, et 15 figures dans le texte),	Université de Lille, 1910.
- Titres et travaux du Dr Gustave-Édouard Laguesse, imp. Centrale (Lille), 1912, Texte intégral.
- Structure et évolution du thymus, Plateau (Lille), 1913.
- Trois leçons sur les glandes à sécrétion interne, en particulier sur la glande endocrine du pancréas, imp. centrale du Nord (Lille), 1925.
- « Développement de la cornée chez le poulet : rôle du mésostroma, son importance générale, les membranes basales », Archives d'anatomie microscopique, t. 22, Paris : [s.n.], 1926.
- « L'histogenèse des fibrilles de la cornée dans ses rapports avec le chondriome », Archives d'anatomie microscopique, t. 22, Paris : [s.n.], 1926.
- « La première ébauche des fibrilles conjonctives provient-elle du chondriome ? », Archives d'anatomie microscopique, t. 22, Paris : [s.n.], 1926.
- « Schéma de la rate », Bibliographie Anatomique, impr. de Berger-Levrault (Nancy), [s. d.].
- « Développement du pancréas chez les Sélaciens », Bibliographie Anatomique, impr. de Berger-Levrault (Nancy), [s. d.].
- « La Rate est-elle d'origine entodermique ou mésodermique ? », Bibliographie Anatomique, impr. de Berger-Levrault (Nancy), [s. d.].
- « Sur la structure du pancréas chez le Galeus canis », Bibliographie Anatomique, impr. de Berger-Levrault (Nancy), [s. d.].
- « Sur quelques formes primitives des îlots endocrines dans le pancréas des Sélaciens et des Ophidiens », Bibliographie Anatomique, impr. de Berger-Levrault (Nancy), [s. d.].

En collaboration
- avec Albert Debeyre, Les endocrines du pancréas chez l’âne,	[Paris], [Berger-Levrault], [1905].
- avec Emmanuel Hédon, La Découverte de la sécrétion interne du pancréas et l'organisation scientifique, Masson et Cie (Paris), 1926.